# Font pública (Blancafort)
La Font pública és una obra neoclàssica de Blancafort (Conca de Barberà) protegida com a Bé Cultural d'Interès Local.

## Descripció
Font pública amb decoració d'un obelisc amb escut datat del 1873, suportat amb quatre punts ovals de base. De les mateixes característiques existeix una font a la plaça dels Arbres de Blancafort i una altra al nucli urbà de Montblanc.

## Història
La canalització de les aigües en els nuclis urbans a Catalunya es dugueren a terme durant la primera República (1868-1875). El govern i les institucions locals dugueren a terme tot un seguit d'obres d'infraestructura amb una singular sensibilitat social i democràtica. Estèticament la font és una rèplica de la nova simbologia dels valors lliberals i republicans vinguts de la França revolucionaria, lliberal i laica. Substitució dels temes religiosos pels clàssics o mitològics.